# Metrópole Ortodoxa Romena das Américas
Metrópole ortodoxa romena das Américas (em romeno: Mitropolia ortodoxă română a celor două Americi, em inglês: The romanian orthodox metropolia of the Americas) é uma metrópole ortodoxa autônoma da Igreja Ortodoxa Romena. Foi estabelecida em 28 de outubro de 2016 por decisão do Congresso da Arquidiocese das duas Américas, aprovada pelo Santo Sínodo da Igreja Ortodoxa Romena. A metrópole cobre o território dos Estados Unidos e Canadá.
É chefiada por Nicolae Condrea, arcebispo da arquidiocese ortodoxa romena dos Estados Unidos da América e metropolita ortodoxo romeno das Américas, com o centro metropolitano localizado em Chicago, Illinois.

## Administração e estrutura
A metrópole é dividida em uma arquidiocese e uma diocese.

### Arquidiocese e arcebispo
- Arquidiocese ortodoxa romena dos Estados Unidos da América: Nicolae Condrea;[3]

### Diocese e bispo
- Diocese ortodoxa romena do Canadá: Ioan Casian de Vicina.[5][6]